# Lijst van Vlaamse ministers van Onroerend Erfgoed
Dit is een lijst van ministers van Onroerend Erfgoed in de Vlaamse regering. 

## Lijst
| Nr. | Minister | Minister                    | Partij | Partij | Begin             | Einde             | Regering(en)          |
| --- | -------- | --------------------------- | ------ | ------ | ----------------- | ----------------- | --------------------- |
| 1   |          | Geert Bourgeois (1951)      |        | N-VA   | 13 juli 2009      | 2 juli 2019       | Peeters II, Bourgeois |
| 2   |          | Ben Weyts (1970)            |        | N-VA   | 2 juli 2019       | 2 oktober 2019    | Homans                |
| 3   |          | Matthias Diependaele (1979) |        | N-VA   | 2 oktober 2019    | 30 september 2024 | Jambon                |
| (2) |          | Ben Weyts (1970)            |        | N-VA   | 30 september 2024 | heden             | Diependaele           |